# Allelopati

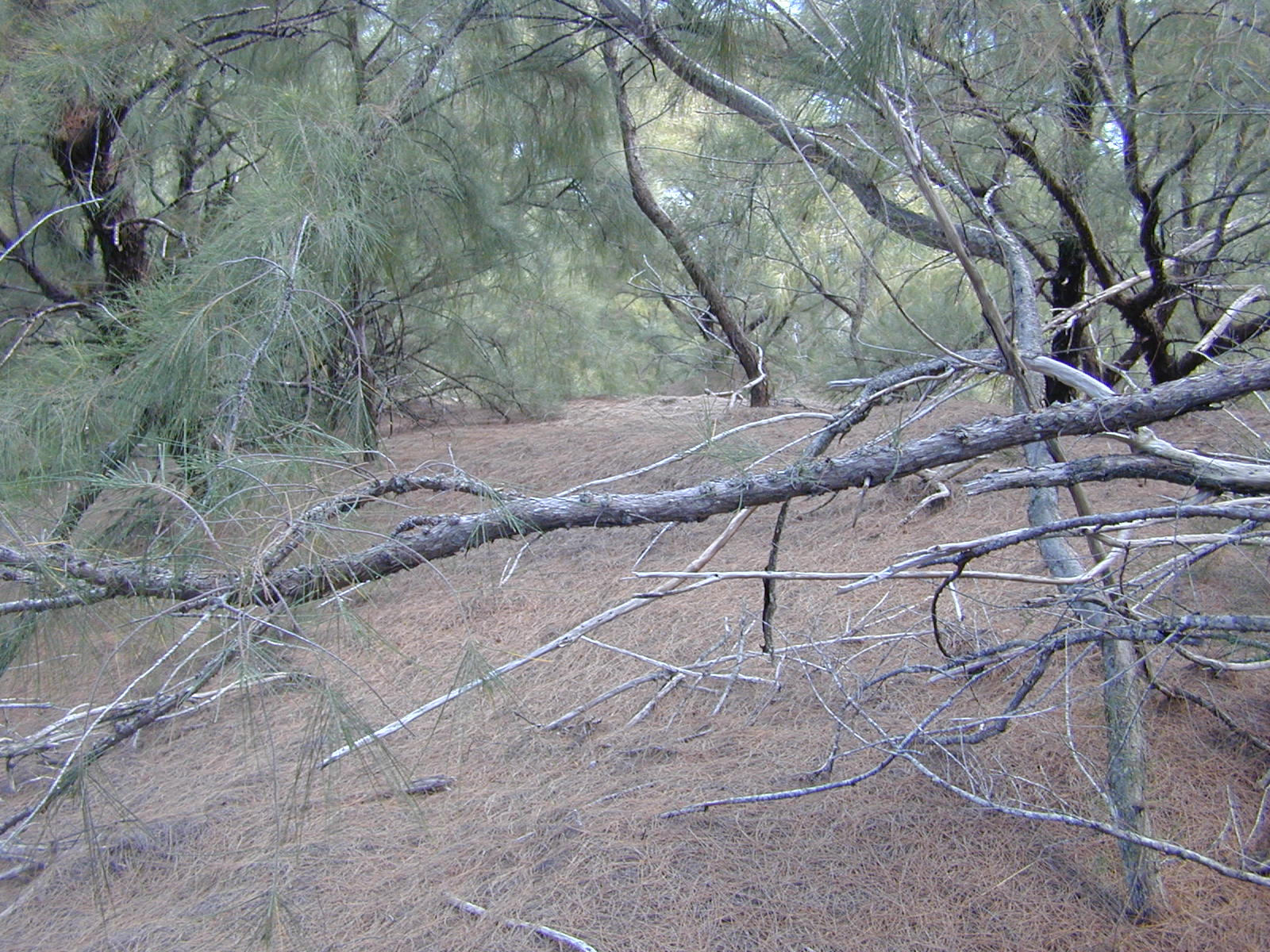
Fallna löv från Casuarina equisetifolia undertrycker helt tillväxten för underliggande växter trots att platsen får mycket ljus och regn. Träden använder sig av allelopati och är en skadlig invasiv art utanför sitt inhemska utbredningsområde.

Allelopati (av grek. allelon 'varandra' och pathos 'lidande'), vissa växters förmåga att avge ämnen som hindrar andra växters utveckling eller på annat sätt påverkar dessa negativt. Till exempel kan rötter avge ämnen som hindrar andra växters etablering. Dessa ämnen kallas för allelokemikalier och de produceras av växterna som sekundära metaboliter. De är inte väsentliga för växtens överlevnad eller tillväxt, utan produceras endast för att på olika sätt påverka tillväxten hos andra växter runt omkring. Ursprungligen trodde växtfysiologer att utsöndringen av dessa kemikalier var ett sätt för växter att göra sig av med metaboliskt avfall, men de har visat sig ha viktiga funktioner för växternas förmåga att påverka varandra. Redan för mer än 2000 år sedan kände man till fenomenet att vissa växters närvaro kunde vara skadliga för andra. 300 f.v.t. påpekade Theofrastus att kikärtsplantor förstörde ogräs som växte runt dem.
Det finns olika sätt genom vilka växter kan utsöndra allelokemikalier till sin omgivning. Allelokemikalierna kan nå konkurrerande växter genom dropp från lövverket på ett träd, eller sekret från fallna frukter eller löv. Många arter utsöndrar även allelokemikalier direkt från rötterna ut i den omkringliggande jorden.  

## Exempel

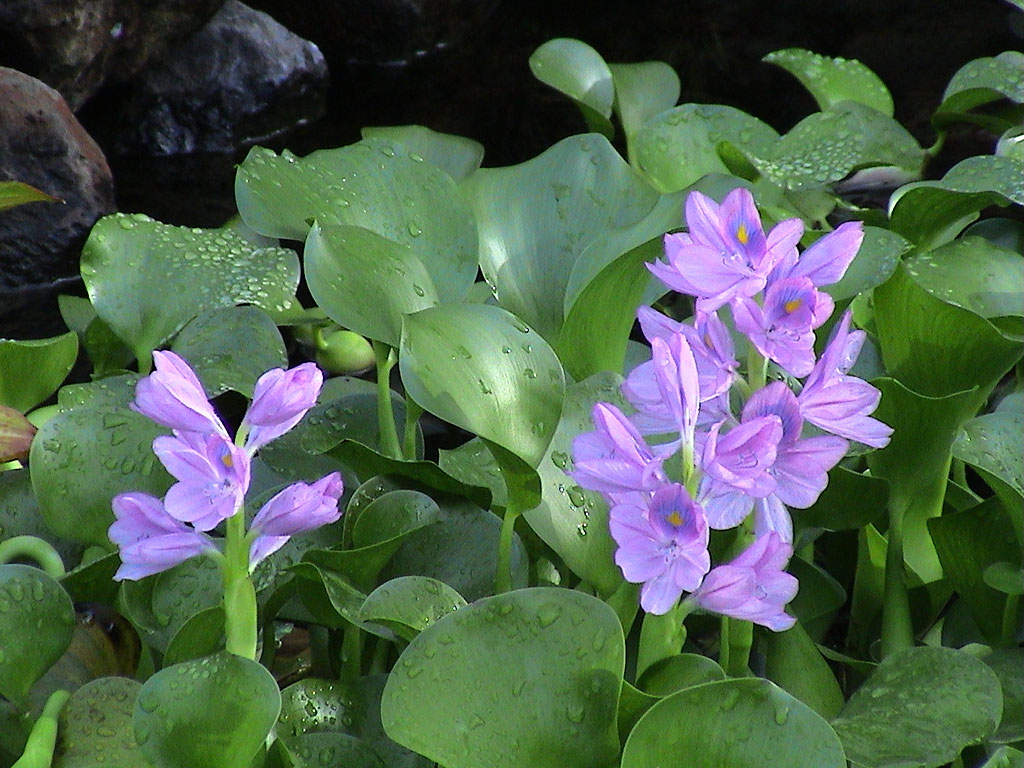
Vattenhyacint

Svart valnöt, svart johannesbröd och olika tallar är några exempel på arter som använder sig av allelopati. Örnbräken, som är en sorts ormbunke, är också känd för att påverka tillväxten hos många andra växter. Andra exempel på allelopati är hämmad tillväxt av böngroddar som förvaras tillsammans med mognande frukt. På samma sätt förstörs nejlikor av frukt. Orsaken till detta är den etylen, som frukterna bildar.
Många ogräs och invasiva arter använder sig av allelopati vilket ger dem en fördel vid konkurrens om begränsade resurser. Däribland finns arter som vattenhyacint och sandklint.

## Allelokemikalier
En mängd olika allelokemikalier produceras av växter. De kan se olika ut och ha olika funktioner men representeras av mestadels av fenoliska föreningar som till exempel fenoler, flavonoid, kinon och kumarin, och föreningar som innehåller en väteatom som till exempel  bensoxaziner och terpenoider, däribland mono-, di- och triterpener, seskviterpenes och steroider.

### Funktioner
Kumarin är ett exempel på en allelokemikalie som kan blockera eller sakta ned celldelningen hos konkurrerande växter. I vissa fall kan ämnen som flavonoider, fenoler och  tanniner, undertrycka eller förändra hormonproduktionen eller hormonaktiviteten hos andra växter. Andra kemiska föreningar som terpener och vissa sorters antibiotika kan även förändra membranpermeabiliteten hos konkurrerande arters celler. 

## Allelopati i jordbruket
Allelopati har varit känt och använt inom jordbruk sedan urminnes tider . Ogräs är ett av de största hoten mot en effektiv produktion av grödor i dagens jordbruk och även om ogräsets negativa effekter till större del har tillskrivits konkurrens, producerar många ogräs även allelokemikalier som är farliga för grödorna. Det har också visat sig att vissa grödor är allelopatiska för andra växer och sig själva. Några exempel på detta är vete, havre, majs och solrosor. En sådan gröda kan förorena jorden under odlingen vilket sedan påverkar tillväxten för grödan under kommande år. Samplantering och växelbruk är några metoder som kan användas för att minimera effekterna av skadliga allelopatiska växter, eller utnyttja dem till vår fördel.
Växelbruk är en traditionell jordbruksteknik som kan hjälpa till att kontrollera mängden allelokemikalier på odlingsmarken. Det går ut på att rotera mellan två eller flera grödor som odlas på samma mark under olika perioder. Genom att byta ut en allelopatisk gröda mot något annat mellan odlingsperioder kan mängden bestående skadliga allelokemikalier minskas vilket sedan gynnar tillväxten för nästa års odling. Att tillsätta en allelopatisk gröda i ett växelbruk kan också få en positiv effekt på en odling genom att skapa en miljö där ogräs inte trivs och minska konkurrensen. Att odla durror på samma mark som andra grödor har visat sig vara ett väldigt effektivt sätt att hindra tillväxten av ogräs, utan att grödorna tar skada. Detta är på grund av allelokemikalien sorgoleone som durror producerar.